# Dunyu
Dunyu è un genere di pesci agnati estinti, appartenenti ai galeaspidi. Visse nel Siluriano medio - superiore (circa 433 - 423 milioni di anni fa) e i suoi resti fossili sono stati ritrovati in Cina.

## Descrizione
Come tutti i galeaspidi, Dunyu possedeva uno scudo cefalico dotato di un'apertura mediana nella zona anteriore alle orbite; in Dunyu, questa era a forma di fessura, allungata e strettissima. Lo scudo cefalico era lungo fino a 9 centimetri, dotato di due processi simili a corna rivolti posteriormente e con orbite in posizione anteriore. Dunyu era caratterizzato dal terzo canale traverso biramato, e soprattutto da grandi tubercoli a forma di poligono, dalla superficie piatta e lunghi oltre due millimetri. La specie tipo, D. longiforus, era caratterizzata da uno scudo cefalico di forma leggermente ovale, da "corna" appuntite e da dimensioni maggiori rispetto alla specie D. xiushanensis, più piccola, dallo scudo cefalico più arrotondato e dalle corna più larghe.

## Classificazione
Dunyu venne descritto per la prima volta nel 2012, sulla base di resti fossili ritrovati nella zona di Qujing nella provincia di Yunnan, in Cina; la specie tipo è D. longiforus, risalente all'inizio del Siluriano superiore. Allo stesso genere è stata attribuita una specie precedentemente descritta come Eugaleaspis xiushanensis, rinvenuta in terreni un poco più antichi nella zona di Chongqin. Dunyu è considerato un rappresentante della famiglia Eugaleaspididae.